# Tivoli (Aken)
De Tivoli is een voetbalstadion in het Sport Park Soers in het stadsdeel Laurensberg van de Duitse stad Aken. Het is de thuisbasis van de voetbalclub Alemannia Aachen en het verving in juni 2009 het voormalige oude Tivoli stadion, dat in 2011 werd gesloopt. Het nieuwe stadion heeft een capaciteit van 32.960 plaatsen, waarvan 11.681 staanplaatsen. Tijdens internationale wedstrijden worden de staanplaatsen door zitplaatsen vervangen en heeft het stadion plaats voor 27.250 personen.
Het stadion werd gebouwd toen de neergang van Alemannia al volop gaande was, en versnelde die door de hoge bouwkosten. Het heeft een luxe uitstraling met catering, businessseats en VIP-ruimtes, maar de club is al tweemaal failliet gegaan en het stadion is inmiddels overgegaan in handen van de gemeente.
De evenementenruimtes worden sinds 2014 geëxploiteerd door het congrescentrum Eurogress Aachen. Een deel van het complex wordt ingenomen door het casino van Aken (Merkur Spielbank Aachen), tot 2015 gevestigd in het Neues Kurhaus in het Kurpark.

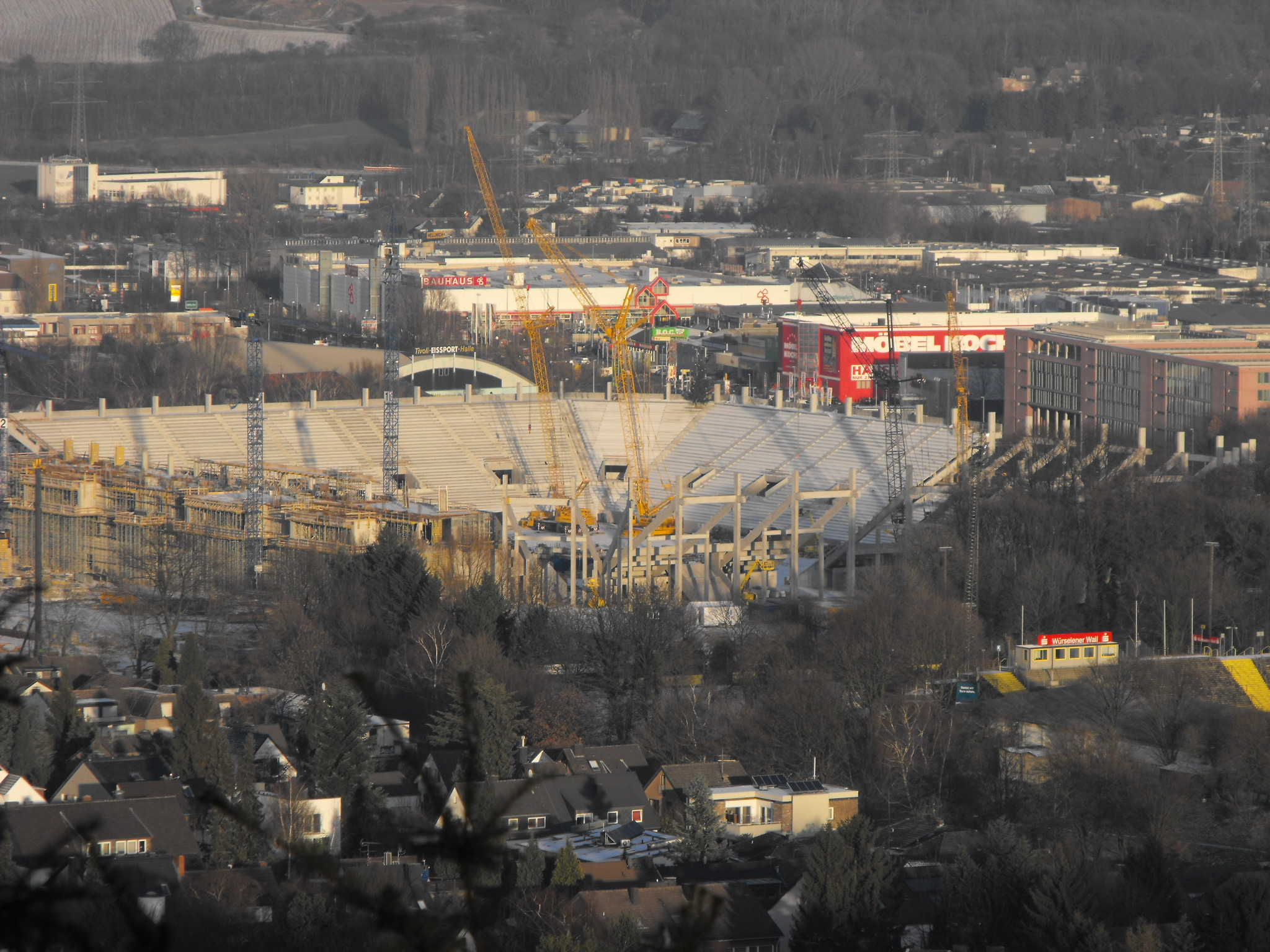
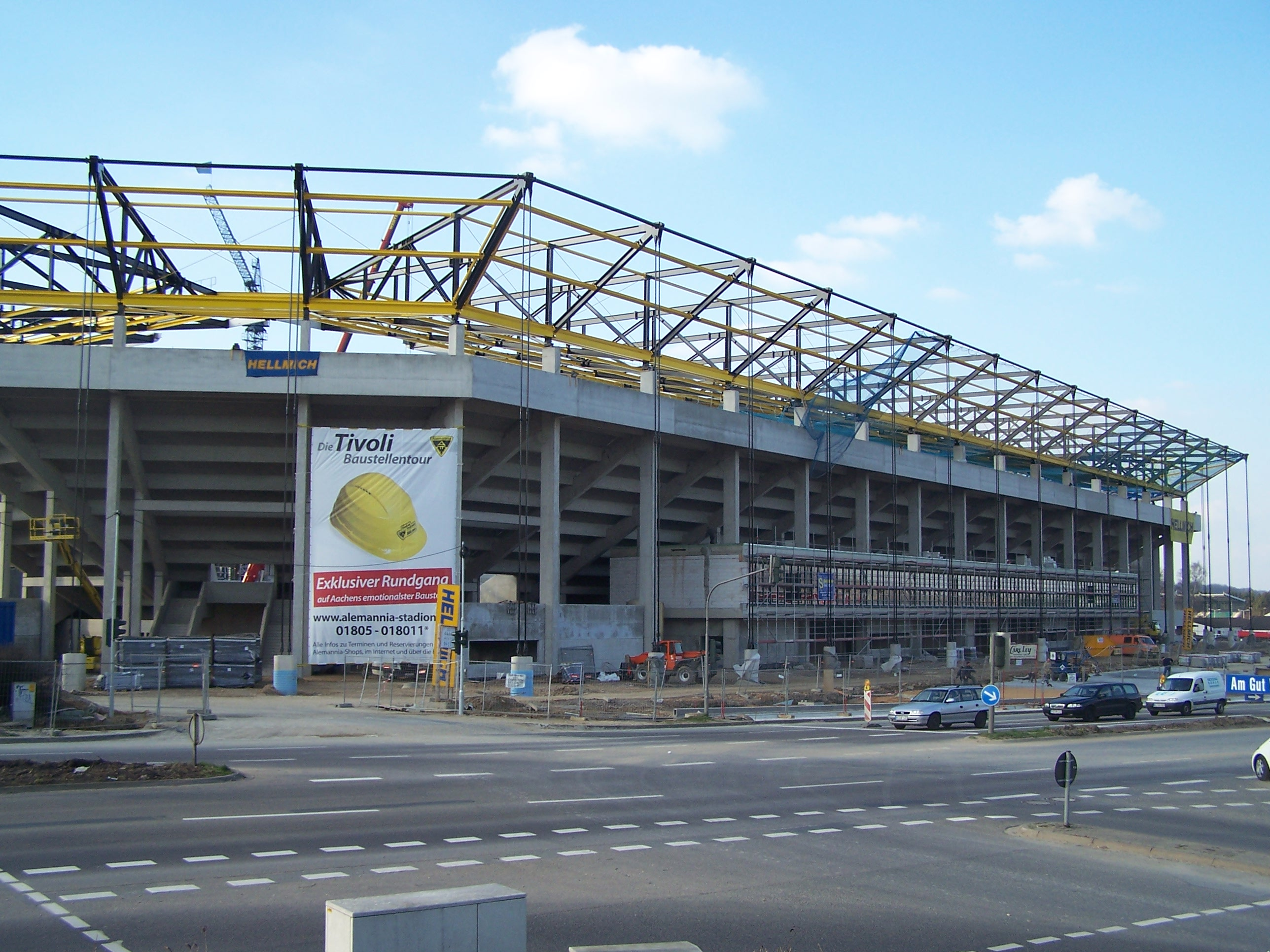
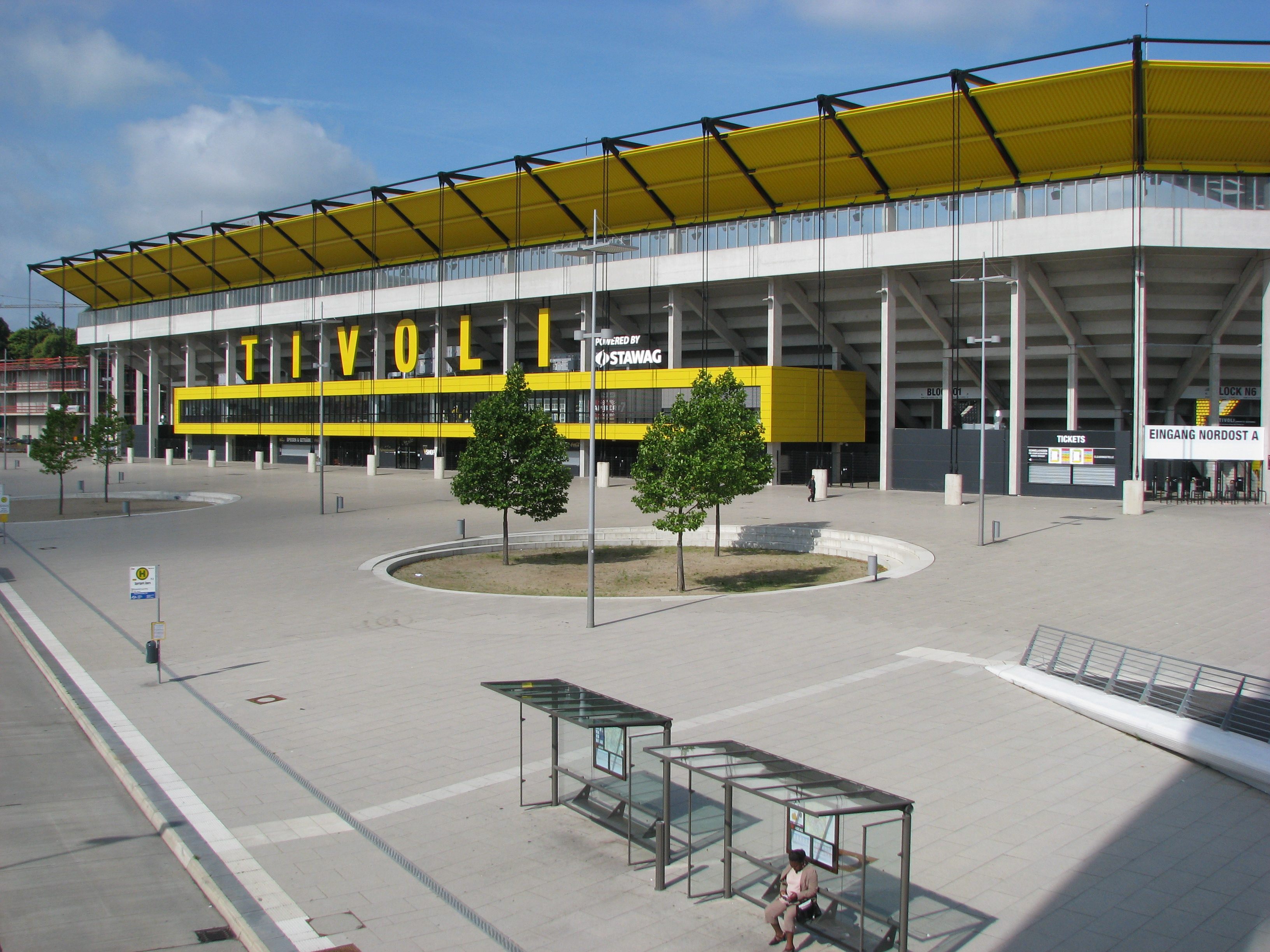
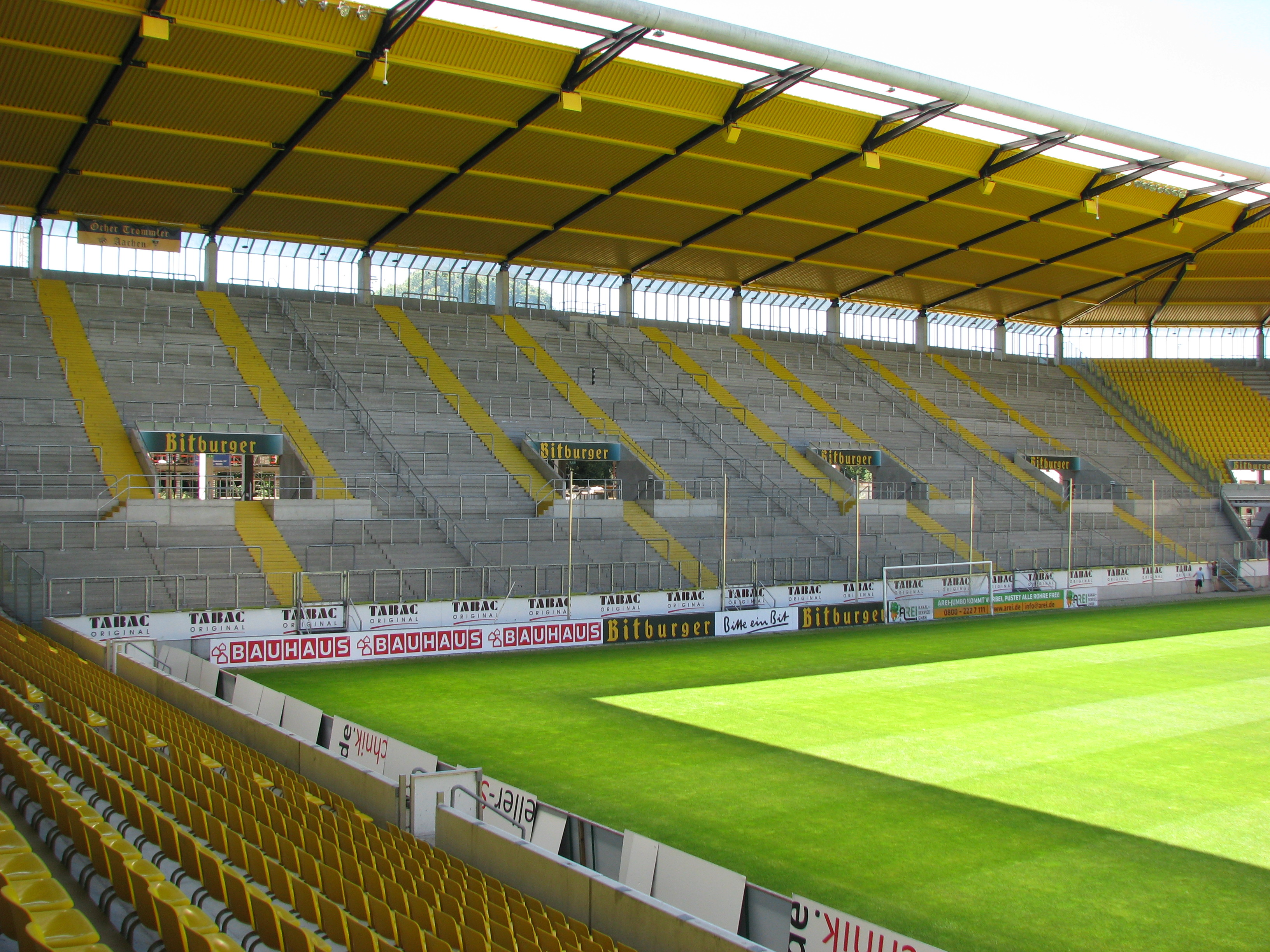
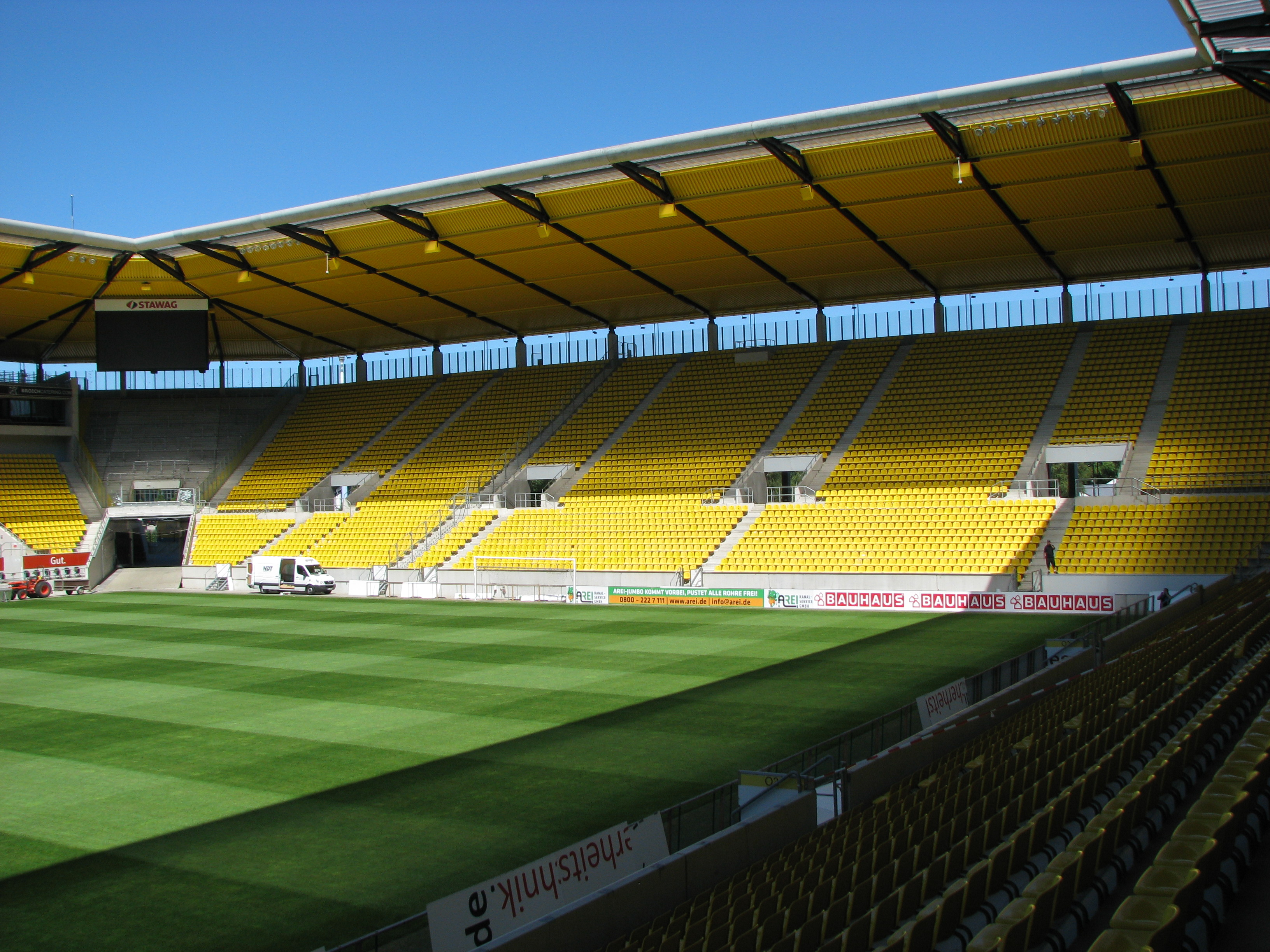